# 豊蔵一
豊藏 一（とよくら はじめ、1927年9月5日 - 2013年12月30日）は、日本の建設官僚。

## 来歴・人物
1927年9月5日 東京府北多摩郡立川町（現在の東京都立川市）出身。
満州・大連第一中学校、第六高等学校を経て、1953年 東京大学法学部卒業後、建設省入省。都市局都市政策課長、総理府総理大臣官房会計課長、大臣官房人事課長、道路局次長、住宅局長などを経て、1982年6月 大臣官房長に就任。1985年10月 建設事務次官に就任。
退官後は、阪神高速道路公団理事長、住宅・都市整備公団総裁、東日本建設業保証社長などを歴任。
2001年にプロ野球のセントラル・リーグ会長に就任し、2008年末にセントラル・リーグ及びパシフィック・リーグが日本プロ野球コミッショナー事務局（日本プロフェッショナル野球組織）に統合され、リーグ会長職が廃止されるまで務めた。
その他の公職としては、東京都公安委員会委員、帝都高速度交通営団管理委員を務めていた。
2001年 勲一等瑞宝章受章。
2013年12月30日 86歳で死去。